# Sound of Silence
Sound of Silence (Suono del silenzio) è un singolo della cantante australiana Dami Im, pubblicato l'11 marzo 2016 attraverso l'etichetta discografica Sony Music. Il brano è stato scritto e prodotto da Anthony Egizii e David Musumeci, arrivata in seconda posizione all'Eurovision Song Contest 2016 con 511 punti.
Il brano è stato selezionato dall'ente televisivo australiano SBS per rappresentare l'Australia all'Eurovision Song Contest 2016. Dami si è esibita per decima nella seconda semifinale, svoltasi il 12 maggio a Stoccolma, e si è qualificata per la finale del 14 maggio, dove si è esibita per tredicesima su 26 partecipanti. Sound of Silence ha raggiunto la sessantottesima posizione nella classifica australiana.
Sul brano, Dami ha commentato: "La prima volta che ho sentito Sound of Silence sapevo che sarebbe stata la canzone perfetta da cantare all'Eurovision. Ci sono molti modi per interpretare la canzone, ma l'interpretazione in cui mi ritrovo di più è quella che Sound of Silence parla del distacco e della lontananza dalle persone a cui voglio bene. Viviamo in un mondo in cui è facile connettersi in ogni minuto del giorno, ma nonostante questa connessione ti puoi comunque sentire solo e isolato."

## Tracce
Download digitale
1. Sound of Silence – 3:15

Download digitale (versione Eurovision)
1. Sound of Silence (Short Edit) – 3:04

## Classifiche
| Classifica (2016) | Posizione massima |
| ----------------- | ----------------- |
| Australia         | 5                 |